# Alto do Ipiranga (métro de São Paulo)
Alto do Ipiranga (en portugais : Estação Alto do Ipiranga), est une station de la ligne 2 - Verte du métro de São Paulo. Elle est accessible à l'intersection de l'avenida Dr. Gentil de Moura et de la rua Visconde de Pirajá, dans le quartier d'Ipiranga, à São Paulo au Brésil.

## Situation sur le réseau

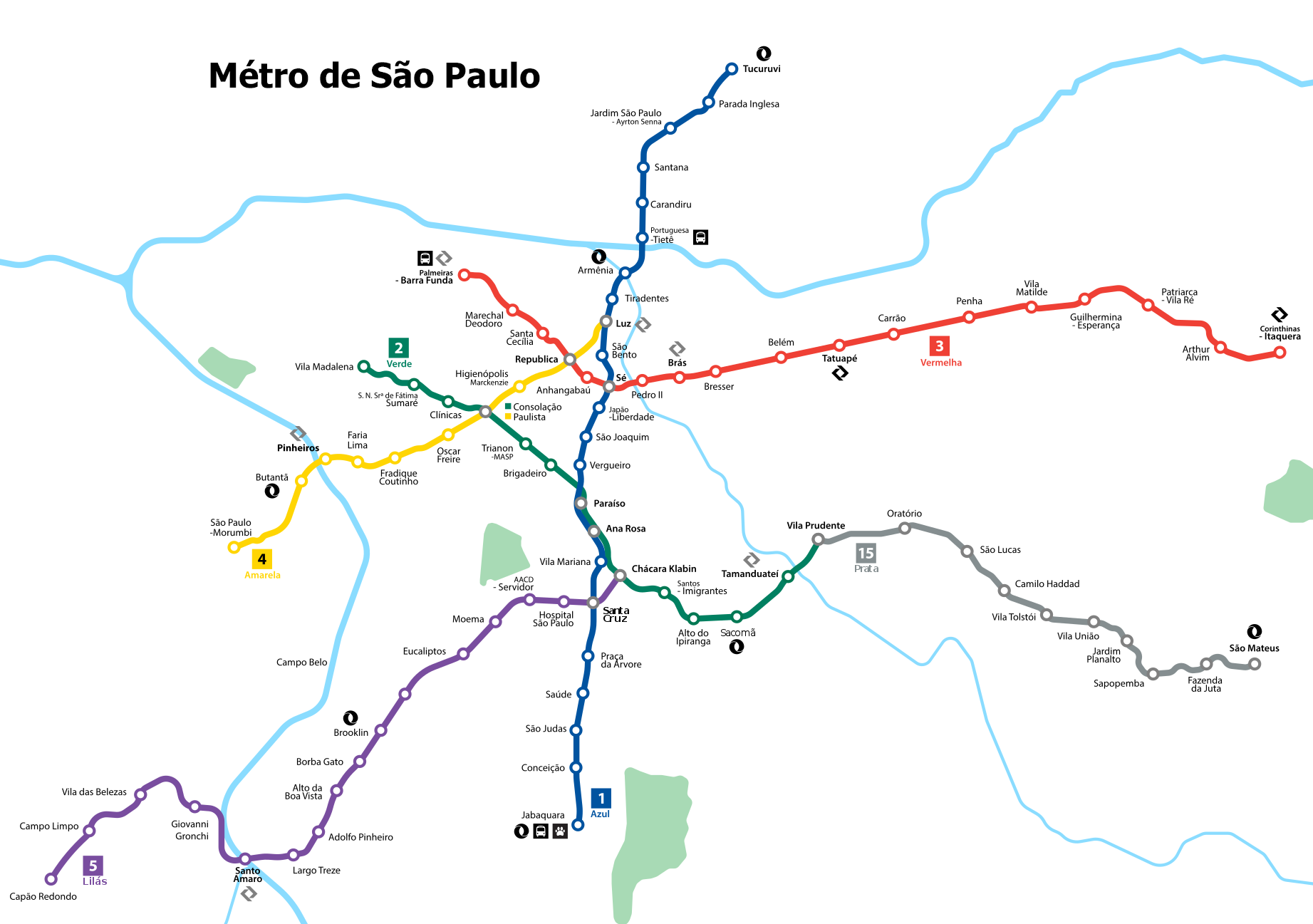
Plan du Métro de São Paulo 2020.

Établie en souterrain, la station Alto do Ipiranga est située sur la ligne 2 - Verte, entre les stations Santos-Imigrantes, en direction du terminus Vila Madalena, et Sacomã, en direction du terminus Vila Prudente.

## Histoire

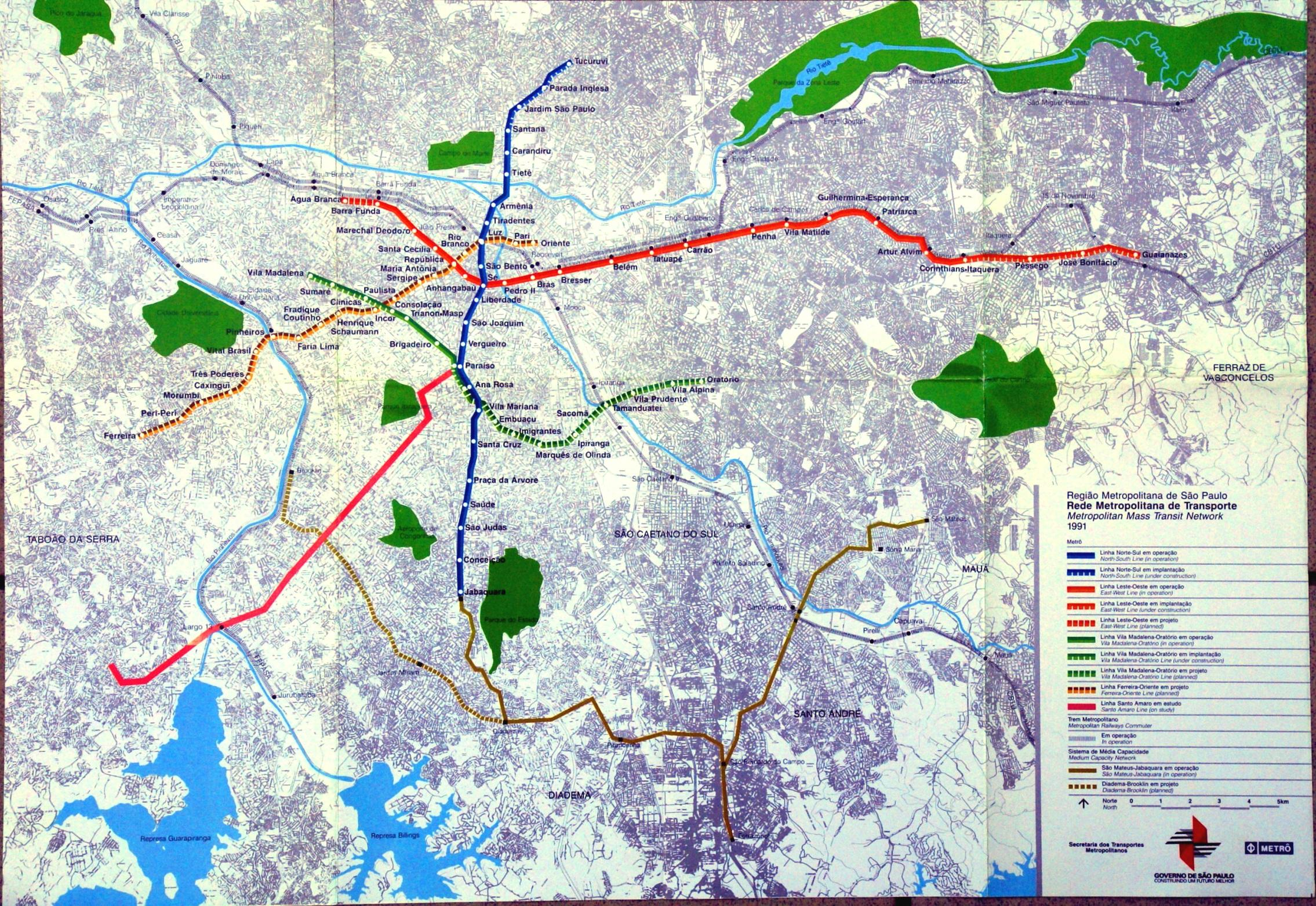
Plan du transport métropolitain de São Paulo, 1991. La station Ipiranga apparaît entre les stations Marquês de Olinda et Sacomã de la Ligne Verte (Vila Madalena-Oratório).

La station Ipiranga est apparue pour la première fois dans les projets de la ligne Vila Madalena - Vila Prudente du métro de São Paulo en 1991, lorsque la station "Nazaré" a été brièvement rebaptisée "Ipiranga" pour être rebaptisée "Nazaré". Jusque-là, la station Nazaré/Ipiranga devait être construite à l'angle de l'avenida Nazaré et de la rua Marquês de Olinda.
La période initiale de réalisation des travaux était de trois ans (la livraison étant prévue pour 1994), le tronçon Ana Rosa - Oratório ayant un coût estimé à 720 millions de dollars,. Les projets de la station Nazaré ont été contractés en 1994 avec la société Promon, bien que les travaux sur le tronçon Ana Rosa - Oratório aient été contractés entre 1991 et 1992 par Cia. do Metropolitano avec les sociétés Odebrecht et Queiroz Galvão. Bien que les travaux soient restés sur papier jusqu'en 2003, les entreprises ont reçu des paiements et des avenants contractuels jugés irréguliers des années plus tard par la Cour des comptes de l'État de São Paulo,.
En 2004, la conception de la station Nazaré a été modifiée, la station étant déplacée vers l'avenue Dr Gentil de Moura, un endroit qui n'avait jamais été étudié jusqu'alors et son nom est devenu "Alto do Ipiranga". Ses travaux ont été réalisés entre mars 2004 et juin 2007, date d'ouverture de la station.
Lors de la divulgation d'informations sur le scandale des appels d'offres des transports en commun à São Paulo, une série de documents saisis par le Conseil administratif de défense économique a révélé que le changement de projet effectué par la Cia. do Metropolitano qui comprenait le jusque-là une station Alto do Ipiranga non planifiée dans le projet d'extension de la ligne 2 - Verte a été demandée par la société Alstom, intéressée à soumissionner pour l'équipement du projet,.

## Caractéristiques
La station Alto do Ipiranga de la ligne 2 - Verte du métro de São Paulo est inaugurée le 30 juin 2007. La salle de billetteries est située au niveau de la rue sous une structure métallique en forme de tronc conique, recouverte d'une peau de verre feuilleté vert. Les deux quais latéraux, situés à 24,16 m de profondeur, sont reliés à une mezzanine de distribution et à la salle de billetteries par dix escaliers mécaniques, neuf escaliers fixes et deux ascenseurs. Elle est totalement accessible aux personnes à la mobilité réduite. Elle dispose d'une surface construite de 8 600 m2 et est prévue pour absorber un transit maximum de 30 000 voyageurs par heure, en heure de pointe.

## Services aux voyageurs

### Accès et accueil
Son accès principal est situé sur l'avenida Dr. Gentil de Moura, à l'intersection de la rua Visconde de Pirajá. Elle est accessible aux personnes à la mobilité réduite.

### Desserte
| Ligne                         | Terminus                      | Longueur (km) | Stations | Durée du voyage (min) | Opération (*)                                                       |
| ----------------------------- | ----------------------------- | ------------- | -------- | --------------------- | ------------------------------------------------------------------- |
| Ligne 2 du métro de São Paulo | Vila Madalena ↔ Vila Prudente | 14,7          | 14       | 28                    | Tous les jours, de 4h40 à 12h32; Les samedis jusqu'à 1h le dimanche |

Installations et desserte
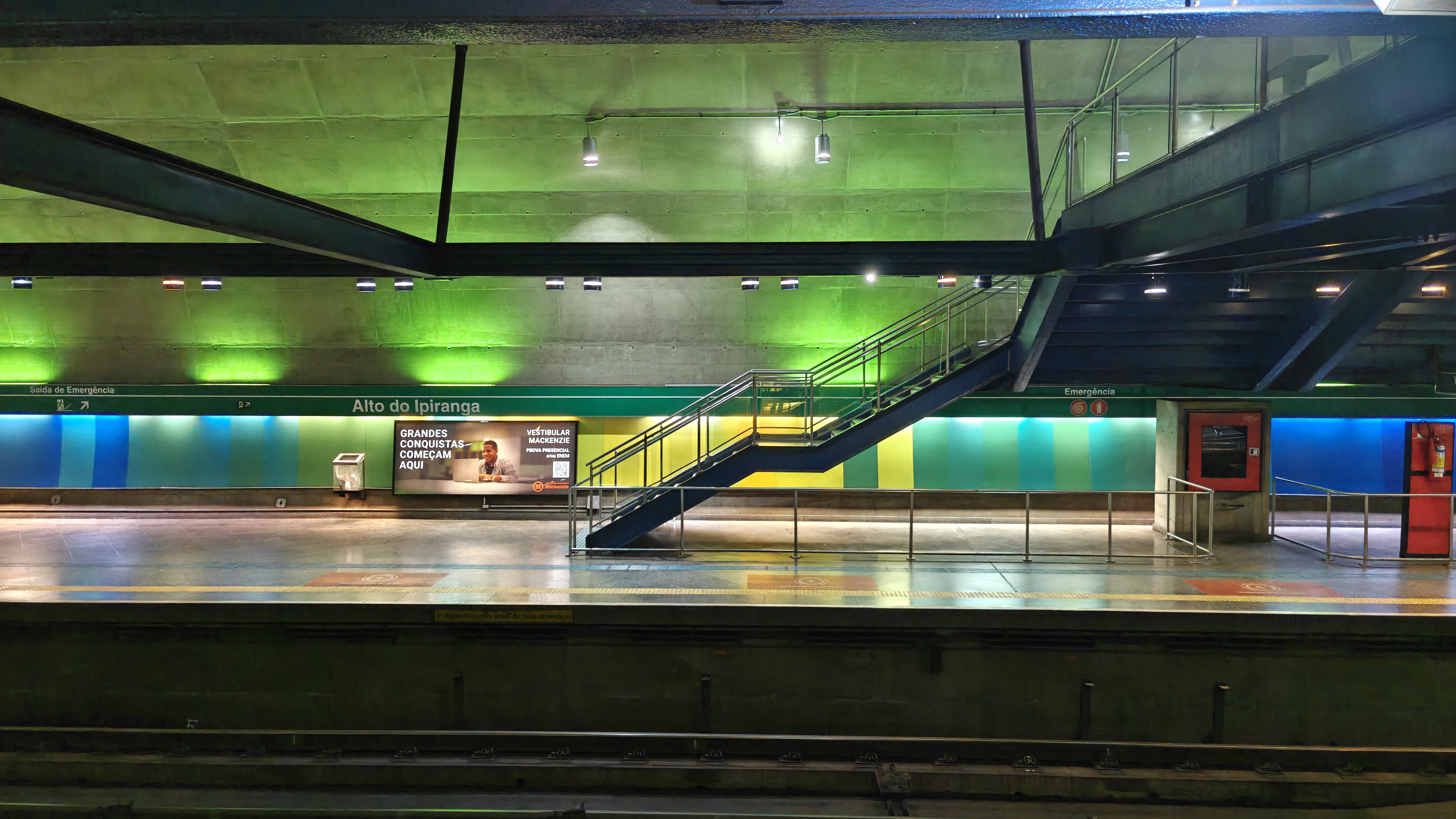
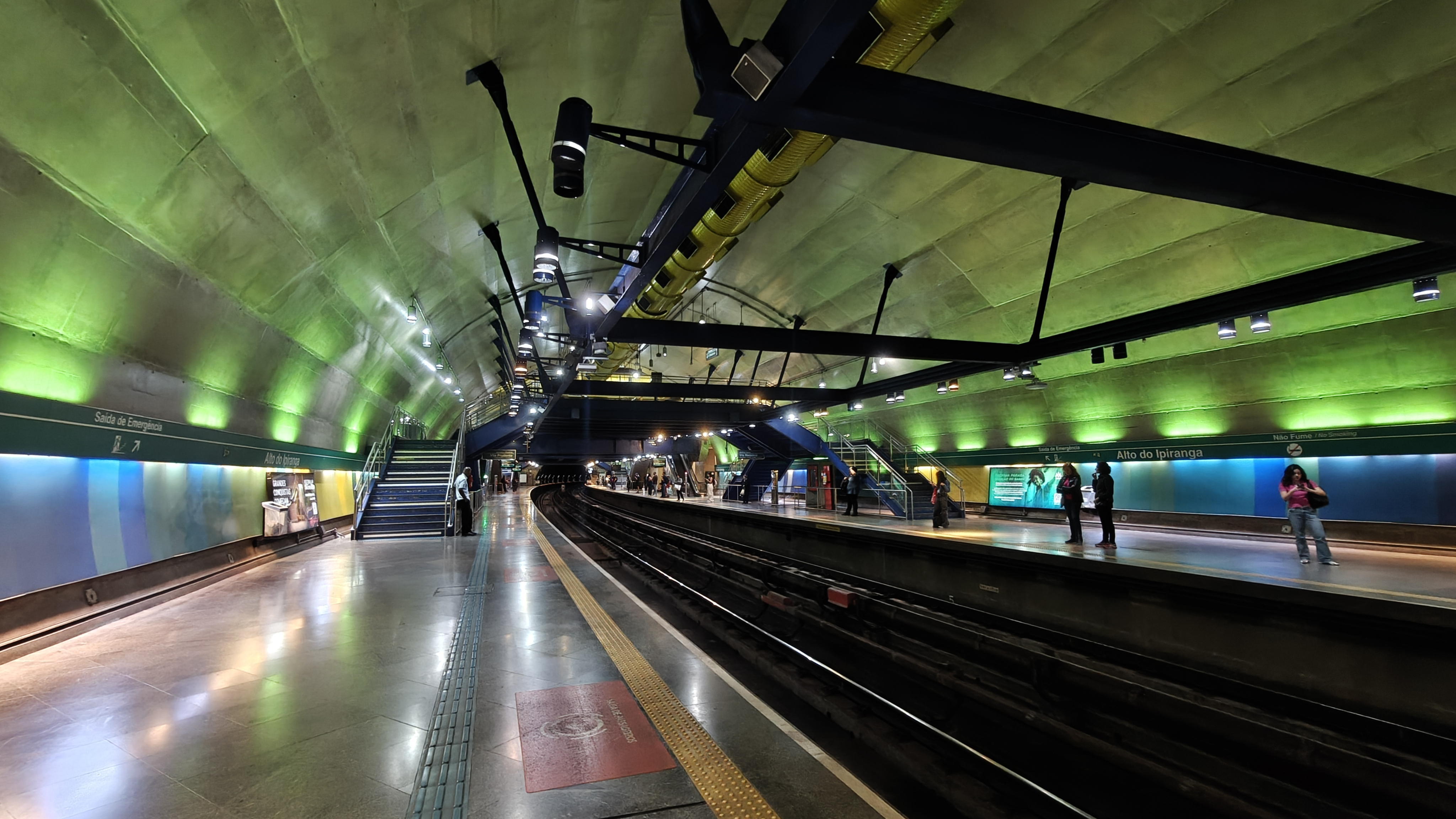
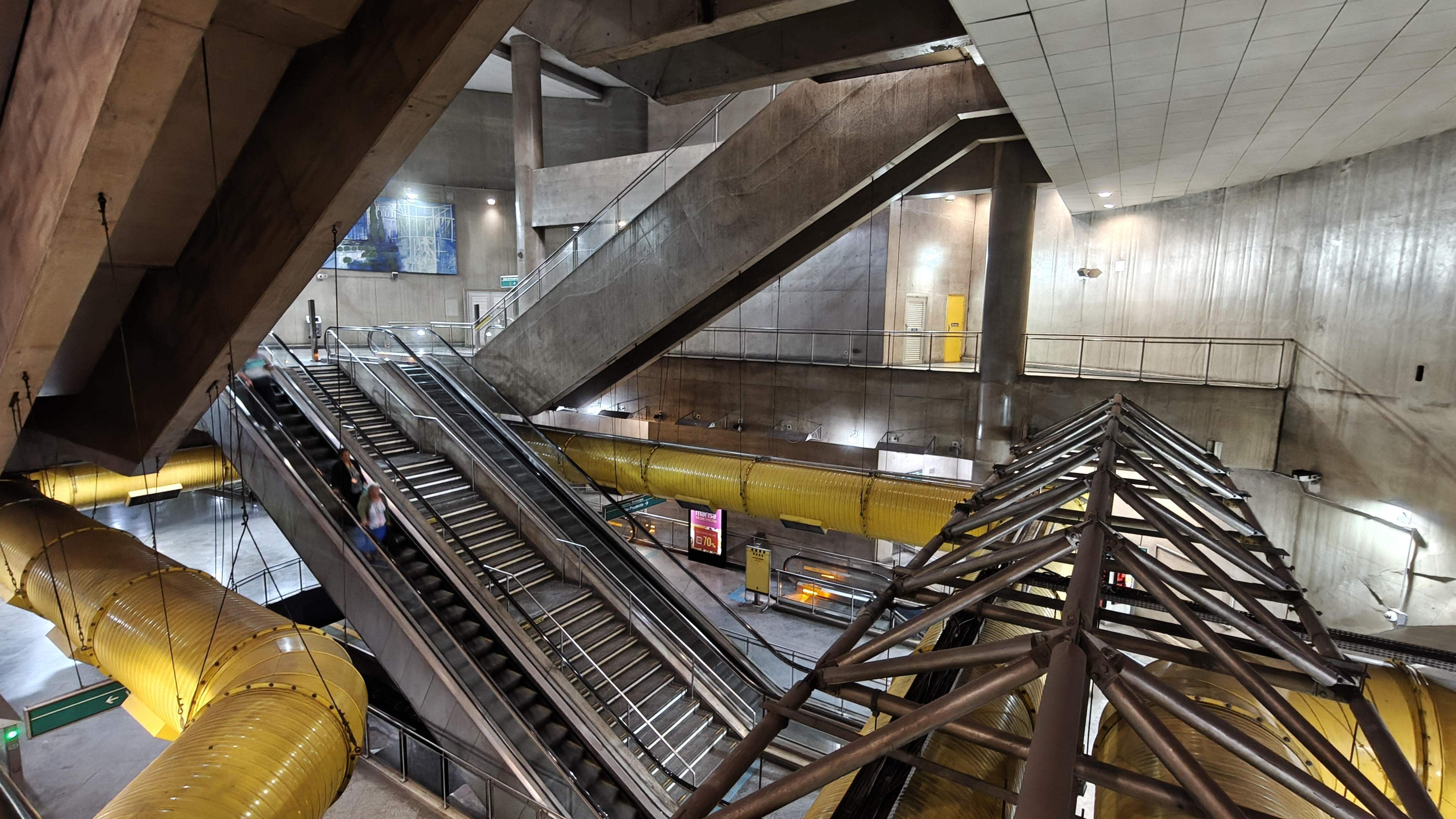

## Ar dans le métro
- "Descanso da Sala" (sculpture), José Spaniol, acier (2014), acier (0,45m x 0,45m x 4,00 m), installé dans le jardin intérieur[10].

## À proximité
- Musée du Ipiranga
- Parc de l'Indépendance
- Université pontificale catholique de São Paulo : Campus Ipiranga